# جشنواره فیلم زوریخ
جشنواره فیلم زوریخ (انگلیسی: Zurich Film Festival) یا (ZFF) یک جشنواره فیلم سالیانه است که از سال ۲۰۰۵ در زوریخ سوئیس برگزار می‌شود.
تمرکز اصلی این جشنواره بر نمایش آثار کارگردانان فیلم اولی یا دوم از سراسر جهان است.اصغر فرهادی کارگردان مشهور ایرانی؛ امسال(۲۰۲۲)، ریاست هیئت داوران بخش مسابقه‌ی هجدهمین جشنواره‌ی فیلم زوریخ را به عهده دارد.

## بخش مسابقه
جشنواره فیلم زوریخ سه بخش مسابقه دارد:
- فیلم بلند بین‌المللی
- فیلم مستند بین‌المللی
- آثاری که با تمرکز و مرتبط با سه کشور سوئیس، آلمان و اتریش ساخته شده باشند.[۵]

## بخش‌های جنبی
چندین رویداد جنبی در چارچوب جشنواره برگزار می‌شود، مانند کارگاه‌های فیلم و بازار فیلم که تاکنون در با اقبال روبرو شده‌است. ZFF به‌طور مشترک با همکاری نهادهای محلی، حامیان مالی و همچنین توزیع کنندگان و تولیدکنندگان ملی و بین‌المللی برگزار می‌شود.

## نگارخانه

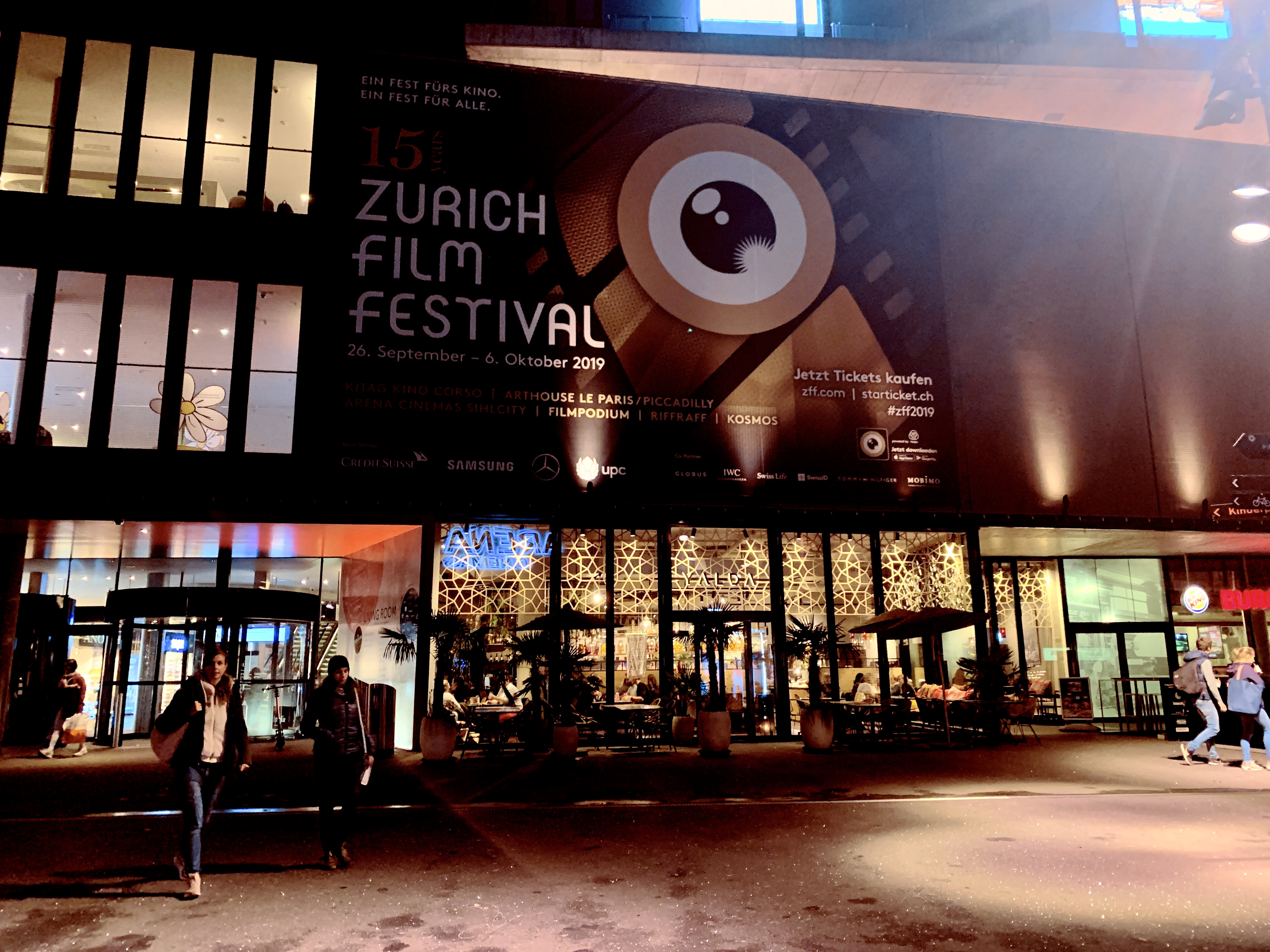
افتتاحیه جشنواره فیلم زوریخ ۲۰۱۹